# Gonia gutrata
Gonia gutrata là một loài ruồi trong họ Tachinidae.